# Congochromis squamiceps
Congochromis squamiceps es una especie de peces de la familia Cichlidae en el orden de los Perciformes.

## Morfología
- Los machos pueden llegar alcanzar los 6,5 cm de longitud total.[2]
- Número de  vértebras:26-27.[3]

## Hábitat
Es una especie de clima tropical entre 25 y 28 °C de temperatura.

## Distribución geográfica
Se encuentran en África: río Linda.